# 驾仙桥
驾仙桥又名日晖桥，是位于中国浙江省湖州市德清县新市镇的一座单孔石桥，东西向横跨南栅市河。明正德年间重修，是新市镇现存最古老的石桥。桥长17米，宽2.8米，高4.5米，造型古朴。2006年9月4日，驾仙桥公布为第二批德清县文物保护单位。西堍曹家花园，建于清同治二年，系清代徽州府歙县雄村富商曹盛莳所建的四进大宅。